# Radical 134
Le radical 134, qui signifie le mortier, est un des 29 des 214 radicaux chinois répertoriés dans le dictionnaire de Kangxi composés de six traits.
Le caractère Unicode de 臼 est 81FC.

## Caractères avec le radical 134
| nombre de traits          | caractères |
| ------------------------- | ---------- |
| Sans trait supplémentaire | 臼         |
| 2 traits supplémentaires  | 臽 臾      |
| 3 traits supplémentaires  | 臿         |
| 4 traits supplémentaires  | 舀 舁      |
| 5 traits supplémentaires  | 舂         |
| 6 traits supplémentaires  | 舃 舄      |
| 7 traits supplémentaires  | 舅 舆 與   |
| 9 traits supplémentaires  | 興         |
| 11 traits supplémentaires | 舉         |
| 12 traits supplémentaires | 舊         |
| 13 traits supplémentaires | 舋         |